# Herminio Morínigo
Herminio Morínigo war ein paraguayischer Diplomat.
Er war vom 26. Juni 1956 bis 9. Dezember 1958 Botschafter in der Bundesrepublik Deutschland, vom 14. März 1958 bis 9. Dezember 1958 war er außerdem akkreditiert als bevollmächtigter Minister in Dänemark und vom 25. April 1958 bis 9. Dezember 1958 in Schweden und in Norwegen. 
Vom 2. Februar 1959 bis 31. Dezember 1959 war er Botschafter in Bolivien.